# Friedrich Wilhelm Erik Benda
Friedrich Wihlhelm Erik Benda (Potsdam, 1745-1814) fou un violinista, pianista i compositor alemany.
Era fill d'en Francesc Benda (1709-1786). Va pertànyer a la capella reial i es distingí com acompanyant pianista i violí. Malgrat que no hi ha massa documentació, sembla que junt amb Jean Balthasar Tricklir, Leopold Hofmann i Johann Konrad Schlick, van fundar un quartet que es va fer aplaudir arreu d'Europa.

## Obres
- Die Jünge amb Grabe des Auferstandenen, cantata.
- Pygmalion, das Lob des Höchstein, cantata,
- Die Grazien, cantates,
- Alceste, òpera (1781).
- Orpheus, òpera (1785).

El seu germà Carl Armíni Ulric (1748-1836), fou un famós violoncel·lista en la capella de la cort de Berlín.